# Alexandrina Țurcan
Alexandrina Țurcan (n. 15 iunie 1993) este un fotomodel din Republica Moldova. A apărut în pictoriale pentru reviste ca Elle, L'Officiel, Harper's Bazaar și Vogue.
Alexandrina Țurcan a fost descoperită de către agenția ″Mandarina Models″ din România, iar la vârsta de 15 ani a mers pentru prima dată la Milano unde a fost recrutată de agenția Modele Beatrice. Ulterior a semnat un contract cu firma Major Model Management din New York.